# 871

## Smrti
- Engelšalk I., mejni grof Panonske marke (* ok. 830)
- Ibn Abd al-Hakam, arabski zgodovinar (* 803)
- Viljem II., mejni grof Panonske marke (* ok. 830)